# Synod w Seleucji-Ktezyfonie (410)
Synod w Seleucji- Ktezyfonie, nazywany też Synodem Mar Izaaka, odbył się w 410 roku w stolicy perskiego państwa Sasanidów. Impuls dla zwołania synodu dała dyplomatyczna działalność biskupa Martyropolis, Maruty, na dworze szacha Jezdegerda. Synod został oficjalnie zwołany właśnie przez perskiego króla. Przedtem chrześcijaństwo nie było religią uznawaną na terenie Persji a jego wyznawcy często spotykali się z szykanami i prześladowaniami. Zwołanie synodu przez władcę było więc aktem o olbrzymim znaczeniu dla chrześcijaństwa w Persji i na terenach położonych dalej na wschód- zyskiwało ono bowiem prawo do istnienia i rozwoju.

## Przyczyny
Nie wiadomo co dokładnie doprowadziło do zmiany w polityce szacha względem „obcej” religii. Dla autorów chrześcijańskich tworzących zarówno w tamtych jak i późniejszych czasach sprawa była jasna - szach został natchniony przez Boga. Historycy, szukając racjonalnych przyczyn, wskazują na fakt iż w czasie panowania Jezdegerda chrześcijanie stanowili już znaczącą część jego poddanych, zwłaszcza w miastach, kluczowych dla gospodarki państwa. Ich liczbę zwiększała nie tylko działalność misyjna wspólnot ale także osiedlanie chrześcijańskich jeńców, pojmanych w czasie wojen w Armenii czy konfliktów z Cesarstwem. Wskazuje się też, że Jezdegerd znajdował się w konflikcie z częścią arystokracji i kleru zoroastryjskiego, poparcie dla chrześcijaństwa mogło być więc zagrywką polityczną, wymierzoną w dwie najbardziej konserwatywne i wpływowe warstwy społeczeństwa. 
Synod był również potrzebny kościołowi w Persji. Przed 410 rokiem brakowało jasnej hierarchizacji i strukturalizacji, wybuchały spory między biskupami dążącymi do objęcia prymatu. Wybuchały również spory dogmatyczne w obrębie samego kościoła jak i między kościołem a sektami powołującymi się na chrześcijaństwo. Brak organizacji utrudniał rozwój co wobec prześladowań i braku uznania ze strony państwa przyczyniało się do osłabienia na przykład akcji misyjnych. Dodatkowo chrześcijaństwo na terenie Persji było najprawdopodobniej podzielone, ze względu na język, na odrębne wspólnoty. Inskrypcja maga Kartira wspomina iż zasłynął on jako prześladowca „nazarejczyków i chrześcijan”. Historycy sądzą iż pod pojęciem „chrześcijan” należy tutaj rozumieć Greków, jeńców z Cesarstwa i ich potomków a przez „nazarejczyków” semickojęzycznych chrześcijan Mezopotamii. Zjednoczenie chrześcijaństwa i zreorganizowanie go było palącą koniecznością dla jego wyznawców.

## Synod
W czasie pierwszego posiedzenia czterdziestu biskupów odczytano list duchownych „zachodu” do chrześcijan perskich, dostarczony przez Marutę. Był to w zasadzie program spraw do omówienia na synodzie. Podpisali się pod nim: Porfiriusz- biskup Antiochii, Akakios- biskup Aleppo, Pakida- biskup Edessy, Euzebiusz- biskup Telli, Akakios-biskup Amidy i kilku innych.
List, przed odczytaniem, został przełożony z greki na Język perski i dostarczony Jezdegerdowi. Zawarte były w nim trzy rady dla kościoła perskiego, mające pomóc mu rozwiązać organizacyjne i dogmatyczne trudności:
- w każdym mieście powinien być tylko jeden biskup a jego jurysdykcji miały być poddane także tereny leżące wokół miasta. Do ordynowania nowego biskupa dla danego miasta potrzebna była zgoda trzech innych biskupstw. Biskupi mieli podlegać metropolicie, którym miał być każdy biskup Seleucji-Ktezyfonu[2].
- święta liturgiczne powinny być celebrowane w tych samych dniach we wszystkich wspólnotach, zgodnie z kalendarzem świąt przyjętym przez kościół zachodni[2].
- kościół perski powinien przyjąć kanony Soboru Nicejskiego z 325 roku[2].

Dwie pierwsze rady zawarte w liście jasno pokazują, iż to brak organizacji był największą bolączką kościoła perskiego i mogą wskazywać na prawdziwość istnienia chrześcijaństwa greckiego i semickiego. Zlikwidowanie wewnętrznych podziałów było zatem pierwszym krokiem. Drugim krokiem była oficjalna hierarchizacja kościoła. Prymat, o który spory prowadziły do długoletnich nieraz konfliktów i dawały szansę na ingerencję siłom zewnętrznym, został przyznany biskupom Seleucji-Ktezyfonu, prawdopodobnie za poparciem Jezdegerda. Wysoką pozycję przyznano również metropolitom Bet Lapat (Chuzestanu), Nisibis, Basry, Arbeli i Kirkuku.
Rada trzecia dotyczyła unifikacji Kościoła Wschodu z kościołem cesarstwa rzymskiego. Miała się ona dokonać poprzez przyjęcie postanowień soboru nicejskiego. Wiele wskazuje jednak na to iż mimo formalnego uchwalenia kanonów, tak się nie stało i zostały one raczej dopasowane do warunków państwa Sasanidów i mentalności Persów i Semitów niż wiernie przeniesione. Przykładem może być przyjęte wyznanie wiary, które wyraża wprawdzie to samo co credo nicejskie, ale innymi słowami i jest, zdaniem niektórych historyków, oparte na wcześniejszych modlitwach perskich.
Unifikacja głoszonej religii i dogmatów, nie oznaczała jednak podporządkowania chrześcijaństwa wschodniego kościołowi Cesarstwa. Takie rozwiązanie byłoby zresztą nie do przyjęcia dla szacha i jego otoczenia. Biskupi zachodni, podpisani w liście, zwłaszcza patriarcha Antiochii, nie rościli sobie żadnych praw do zwierzchnictwa, choćby tytularnego. Kościół Wschodu, oficjalnie powstały na synodzie w 410 roku był więc autokefaliczny.